# Alfred von Sanden
Alfred Karl Bernhard von Sanden (* 20. Februar 1861 auf Gut Launingken, Landkreis Darkehmen, Ostpreußen; † 14. September 1935 in Gadderbaum, heute Bielefeld) war preußischer Gutsbesitzer und Politiker.

## Familie
Alfred von Sanden entstammte einer ostpreußischen Familie, deren direkte Stammreihe mit dem kurfürstlich brandenburgischen Amtsschreiber Philipp Sanden († 1672/1673) in Rhein (Ostpreußen) begann und dessen Nachkommen Heinrich und Karl Sanden im Jahr 1796 in den preußischen Adelsstand erhoben worden waren. Seine Eltern waren der Gutsbesitzer von Launingken Alfred von Sanden (* 1812; † 1890) und dessen Ehefrau Ida Eleonore Natalie Frederike von der Trenck (* 3. Juni 1830; † 4. Juli 1895).
Sanden studierte an der Ruprecht-Karls-Universität Heidelberg. 1880 wurde er Mitglied des Corps Saxo-Borussia Heidelberg.
Alfred von Sanden heiratete am 4. August 1887 auf Gut Partsch (Landkreis Rastenburg, Ostpreußen) Magdalene Freiin von Schenk zu Tautenburg (* 10. Juni 1867 auf Gut Partsch; † 27. Januar 1919 auf Gut Launingken), Gutsherrin auf Klein-Guja, die Tochter des Gutsbesitzers Rudolf Freiherr von Schenk zu Tautenburg, Gutsherr auf Doben, Partsch und anderen, und der Coelestine Stößel von der Heyde (Haus Zaununen). Das Ehepaar hatte zwei Töchter und zwei Söhne. Ein Sohn war der Naturforscher und Schriftsteller Walter von Sanden-Guja (* 1888; † 1972), dessen Ehefrau die Künstlerin Edith von Sanden-Guja (1894–1979) wurde. Die Tochter Anna Cölestine Ida Magdalene (* 3. November 1890) heiratete Bruno von Bock und Polach. Die Tochter Ursula (* 15. Juni 1892) blieb zunächst unvermählt. Der jüngste Sohn war Alfred (* 19. Mai 1901), er war mit Elma von Dewitz verheiratet, dessen Sohn Horst (* 4. August 1930) wurde Gutsbesitzer auf Friedrichsfelde und Nonnenberg.

## Leben
Sanden war Gutsherr auf Launingken, königlich preußischer Kammerherr, Rechtsritter des Johanniterordens und Mitglied des Preußischen Herrenhauses auf Lebenszeit.